# Coptocephala raffrayi
Coptocephala raffrayi là một loài bọ cánh cứng trong họ Chrysomelidae. Loài này được Desbrochers des Loges miêu tả khoa học năm 1870.